# Johannes von Dettinger
Johannes Dettinger, ab 1853 von Dettinger, (* 22. November 1801 in Großbottwar; † 1. März 1866 in Balingen) war ein württembergischer Oberamtmann.

## Leben
Johannes Dettinger machte nach dem Schulbesuch eine Ausbildung als Schreiber. Von 1825 bis 1829 studierte er Regiminalwissenschaften in Tübingen. 1830 legte er die höhere Verwaltungsdienstprüfung ab. Bereits 1829 begann er seine berufliche Laufbahn als Revisionsgehilfe beim Oberamt Tübingen. Von 1831 bis 1837 war er Oberamtsaktuar bei den Oberämtern Urach und Tuttlingen. 1837 ging Dettinger als Kanzleiassessor zur Regierung des Schwarzwaldkreises in Reutlingen. 
1840 wurde Johannes Dettinger zum Oberamtmann von Sulz ernannt, 1843 übernahm er das Oberamt Oberndorf und 1852 das Oberamt Balingen. 1865 trat Johannes Dettinger in den Ruhestand, bereits ein Jahr später verstarb er. 1853 hatte ihn König Wilhelm mit dem Ritterkreuz des Ordens der Württembergischen Krone ausgezeichnet. Damit verbunden war die Erhebung in den persönlichen Adelsstand (Nobilitierung) und er durfte sich anschließend von Dettinger nennen.